# Pilosella scandinavica
Pilosella scandinavica là một loài thực vật có hoa trong họ Cúc. Loài này được (Dahlst.) Schljakov miêu tả khoa học đầu tiên năm 1989.